# Macaranga racemosa
Macaranga racemosa là một loài thực vật có hoa trong họ Đại kích. Loài này được Baker mô tả khoa học đầu tiên năm 1887.